# Cephalanthus
Cephalanthus (kogelbloem) is een geslacht uit de sterbladigenfamilie (Rubiaceae) met een zestal soorten  uit de gematigde klimaatzone van Amerika en tropische gebieden in Zuidelijk Afrika, Zuidoost-Azië en Amerika.

## Kenmerken
Cephalanthus-soorten zijn struiken of kleine bomen (5–15m). De enkelvoudige bladeren zijn gerangschikt in tegenoverstaande paren of kransen van drie. De bloemen vormen een dichte bolvormige bloeiwijze.

## Naam
De botanische naam Cephalanthus is samengesteld uit de Oudgriekse woorden κέφαλη (kephalē), hoofd, en ἄνθος (anthos), bloem, en heeft betrekking op de bolvormige bloemhoofdjes. Het geslacht wordt in het Nederlands aangeduid met de naam 'kogelbloem', en in Amerika als 'buttonbush' (letterlijk: kno(o)pstruik). 

## Taxonomie
Carl Linnaeus publiceerde de geslachtsnaam Cephalanthus, met de soorten Cephalanthus occidentalis en Cephalanthus orientalis, in 1753 in zijn Species plantarum; de kenmerken van het geslacht verschenen in 1754 in Genera plantarum. In Species plantarum verwees hij naar zijn eigen Flora zeylanica (1747) en naar eerdere publicaties door Jan Frederik Gronovius (Flora virginica, 1739) en Adriaan van Royen (Florae leydensis prodromus, 1740), maar die beide auteurs verwezen voor de naam Cephalanthus op hun beurt naar Genera plantarum (1737) en Hortus Cliffortianus (1738), beide van Linnaeus zelf. In de tweede editie van Species plantarum, van 1762, plaatste Linnaeus de soort Cephalanthus orientalis in het geslacht Nauclea. Daarmee werd het type van het geslacht automatisch de enige andere soort die oorspronkelijk door Linnaeus in het geslacht was geplaatst: Cephalanthus occidentalis.
De drie Amerikaanse soorten zijn:
- Cephalanthus occidentalis, van het zuidoosten van Canada tot in het midden en oosten van de VS
- C. salicifolius, uit Mexico, Honduras en het zuiden van Texas
- C. glabratus, uit centraal Zuid-Amerika

De Aziatische soorten zijn:
- C. tetrandra, uit tropisch Azië, van India tot China en Thailand
- C. angustifolius, uit Laos, Cambodja en Vietnam

De Afrikaanse soort is:
- C. natalensis

... · 
Afrocanthium · 
Asperula (Bedstro) · 
Atractocarpus · 
Belonophora · 
Bouvardia · 
Breonadia · 
Byrsophyllum · 
Callipeltis · 
Cephalanthus (Kogelbloem) · 
Chassalia · 
Cinchona · 
Coffea (Koffie) · 
Coprosma · 
Cruciata · 
Deppea · 
Galium (Walstro) · 
Gardenia · 
Genipa · 
Morinda · 
Nertera · 
Pentas · 
Plocama · 
Portlandia · 
Psydrax · 
Richardia · 
Rothmannia · 
Rubia · 
Rutidea · 
Rytigynia · 
Sabicea · 
Sarcocephalus · 
Sericanthe · 
Sherardia · 
Spermacoce · 
Tarenna · 
Tricalysia · 
Uncaria · 
Vangueria · 
Virectaria ·  
Wendlandia · 
...